# Liste der Bodendenkmäler in Schwenningen (Donau)
Auf dieser Seite sind die Bodendenkmäler in der schwäbischen Gemeinde Schwenningen zusammengestellt. Diese Tabelle ist eine Teilliste der Liste der Bodendenkmäler in Bayern. Grundlage ist die Bayerische Denkmalliste, die auf Basis des Bayerischen Denkmalschutzgesetzes vom 1. Oktober 1973 erstmals erstellt wurde und seither durch das Bayerische Landesamt für Denkmalpflege geführt wird. Die folgenden Angaben ersetzen nicht die rechtsverbindliche Auskunft der Denkmalschutzbehörde.

## Bodendenkmäler der Gemeinde Schwenningen

### Bodendenkmäler in der Gemarkung Gremheim
| Lage                             | Objekt                                                                                             | Akten-Nr.     | Bild |
| -------------------------------- | -------------------------------------------------------------------------------------------------- | ------------- | ---- |
| Gremheim (Standort)              | Römische Villa rustica.                                                                            | D-7-7329-0013 |      |
| Gremheim (Standort)              | Siedlung vorgeschichtlicher Zeitstellung.                                                          | D-7-7329-0026 |      |
| Gremheim (Standort)              | Siedlung der Hallstattzeit.                                                                        | D-7-7329-0035 |      |
| Gremheim (Standort)              | Körpergräber des frühen Mittelalters.                                                              | D-7-7329-0428 |      |
| Gremheim (Standort)              | Mittelalterliche und frühneuzeitliche Befunde im Bereich der Katholischen Pfarrkirche St. Andreas. | D-7-7329-0429 |      |
| Gremheim (Standort)              | Mittelalterliche Wüstung.                                                                          | D-7-7329-0432 |      |
| Gremheim Schwenningen (Standort) | Grabhügel vorgeschichtlicher Zeitstellung.                                                         | D-7-7330-0285 |      |

### Bodendenkmäler in der Gemarkung Pfaffenhofen a.d.Zusam
| Lage                              | Objekt                            | Akten-Nr.     | Bild |
| --------------------------------- | --------------------------------- | ------------- | ---- |
| Pfaffenhofen a.d.Zusam (Standort) | Kastell der römischen Kaiserzeit. | D-7-7330-0017 |      |

### Bodendenkmäler in der Gemarkung Schwenningen
| Lage                    | Objekt | Akten-Nr.     | Bild |
| ----------------------- | --- | ------------- | ---- |
| Schwenningen (Standort) | Siedlung vor- und frühgeschichtlicher Zeitstellung.                                                                    | D-7-7329-0015 |      |
| Schwenningen (Standort) | Siedlung der Linearbandkeramik und der römischen Kaiserzeit sowie Körpergrab vermutlich der Linearbandkeramik.         | D-7-7329-0028 |      |
| Schwenningen (Standort) | Siedlung der Latènezeit und Hafnerei des Spätmittelalters.                                                             | D-7-7329-0029 |      |
| Schwenningen (Standort) | Siedlung des Hochmittelalters.                                                                                         | D-7-7329-0030 |      |
| Schwenningen (Standort) | Straße der römischen Kaiserzeit.                                                                                       | D-7-7329-0125 |      |
| Schwenningen (Standort) | Grabenwerk vor- und frühgeschichtlicher Zeitstellung.                                                                  | D-7-7329-0141 |      |
| Schwenningen (Standort) | Siedlung vorgeschichtlicher Zeitstellung, mittelalterliche Wüstung.                                                    | D-7-7329-0143 |      |
| Schwenningen (Standort) | Mittelalterliche und frühneuzeitliche Befunde im Bereich der Katholischen Pfarrkirche St. Ulrich und Johannes Baptist. | D-7-7329-0433 |      |
| Schwenningen (Standort) | Mittelalterliche und frühneuzeitliche Befunde im Bereich des Wasserschlosses Kalteneck.                                | D-7-7329-0434 |      |
| Schwenningen (Standort) | Siedlung vor- und frühgeschichtlicher Zeitstellung.                                                                    | D-7-7329-0436 |      |
| Schwenningen (Standort) | Siedlung und Kreisgraben vor- und frühgeschichtlicher Zeitstellung.                                                    | D-7-7330-0035 |      |
| Schwenningen (Standort) | Siedlung vor- und frühgeschichtlicher Zeitstellung.                                                                    | D-7-7330-0065 |      |

### Bodendenkmäler in der Gemarkung Tapfheim
| Lage                | Objekt                          | Akten-Nr.     | Bild |
| ------------------- | ------------------------------- | ------------- | ---- |
| Tapfheim (Standort) | Siedlung der Linearbandkeramik. | D-7-7329-0133 |      |